# Stara Synagoga Nowopraska w Warszawie
Stara Synagoga Nowopraska w Warszawie – nieistniejąca synagoga znajdująca się w Warszawie przy ul. Bródnowskiej 8 na Nowej Pradze.
Wzniesiona została przez liczącą około 20 rodzin społeczność żydowską Nowej Pragi na gruncie podarowanym przez Ksawerego Konopackiego. Dokładna data budowy nie jest znana. Zburzona około roku 1900 pod budowę nowej, wygodniejszej synagogi murowanej dla wciąż rosnącej gminy żydowskiej.